# Stortjärnen (Skellefteå socken, Västerbotten, 720458-170894)
Stortjärnen är en sjö i Skellefteå kommun i Västerbotten och ingår i Skellefteälvens huvudavrinningsområde. Sjön har en area på 0,0808 kvadratkilometer och ligger 190 meter över havet. Sjön avvattnas av vattendraget Kvarnbäcken.

## Delavrinningsområde
Stortjärnen ingår i det delavrinningsområde (720518-170827) som SMHI kallar för Inloppet i Bjurvattnet. Medelhöjden är 203 meter över havet och ytan är 3,85 kvadratkilometer. Det finns ett avrinningsområde uppströms, och räknas det in blir den ackumulerade arean 32,47 kvadratkilometer. Kvarnbäcken som avvattnar avrinningsområdet har biflödesordning 2, vilket innebär att vattnet flödar genom totalt 2 vattendrag innan det når havet efter 60 kilometer. Avrinningsområdet består mestadels av skog (74 procent) och sankmarker (21 procent). Avrinningsområdet har 0,08 kvadratkilometer vattenytor vilket ger det en sjöprocent på 2,1 procent.